# Daisy Spies

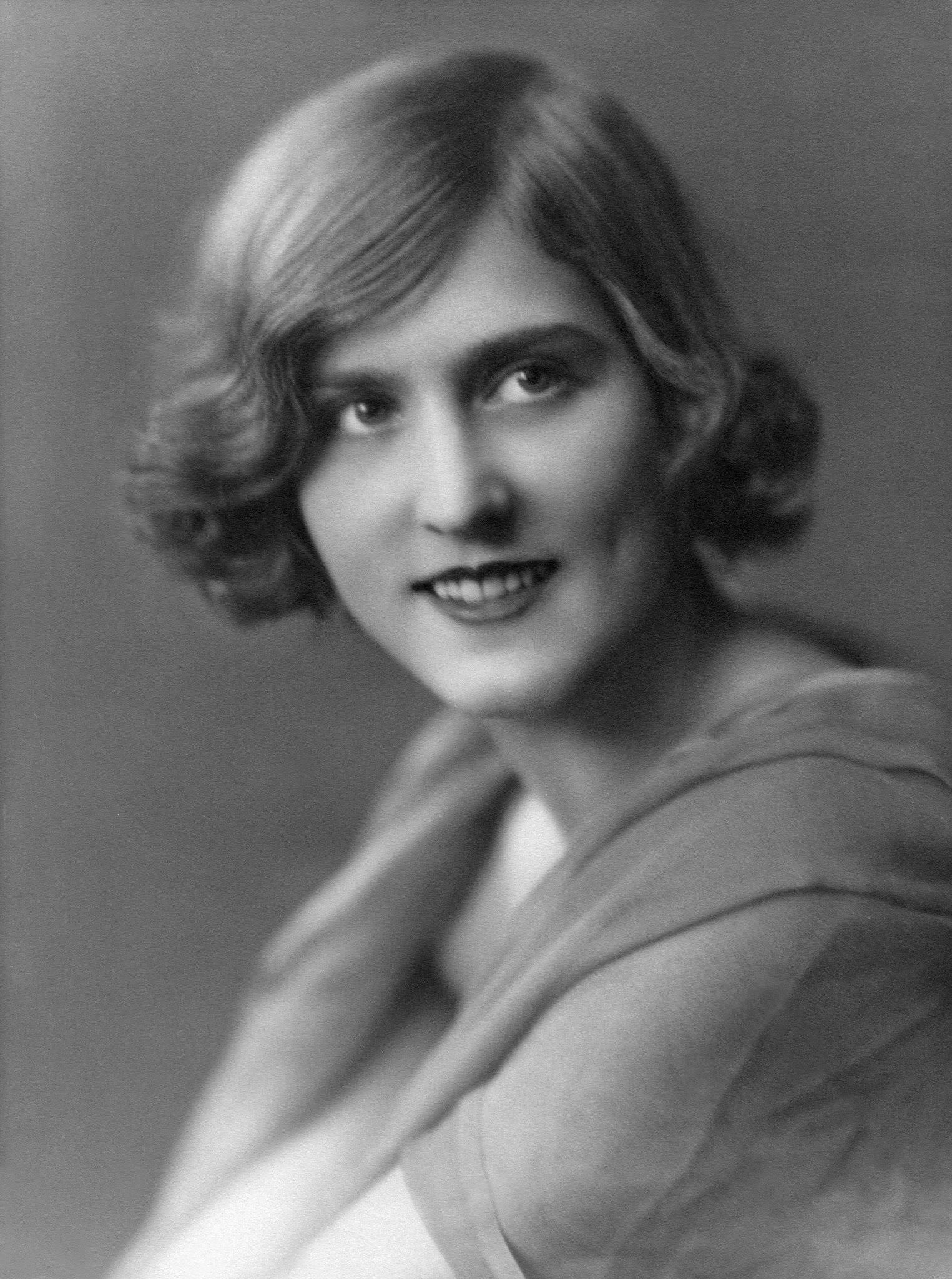
Daisy Spies (1930)

Margarete „Daisy“ Spies (* 7. Dezemberjul. / 20. Dezember 1905greg. in Moskau; † 4. September 2000 in Berlin) war eine deutsche Tänzerin und Choreografin.

## Leben
Als Kind einer deutschen Kaufmannsfamilie in Moskau geboren, wuchs Daisy Spies mit vier älteren Geschwistern auf, die fast alle Künstler wurden. In ihrem Elternhaus erfuhr sie vielfältige künstlerische Eindrücke durch Konzertabende bedeutender Musiker wie Alexander Skrjabin und Sergei Rachmaninow und durch den Besuch der großen Kunstsammlungen Schtschukin und Morosow. Ihr Bruder Walter Spies, Bali-Maler und Musiker, inspirierte sie zum Tanz und empfahl sie zur Schülerin von Toni Freeden und Mary Wigman. Sie wurde außerdem bei Ellen Tels und Julian Algo, später auch bei Victor Gsovsky und Max Terpis ausgebildet.
Daisy Spies war in den frühen 1920er Jahren Bühnenpartnerin von Harald Kreutzberg. Ihre Karriere begann sie 1924 an der Berliner Staatsoper und wurde dort die jüngste Primaballerina unter Max Terpis und Rudolf von Laban. In Donaueschingen trat sie 1926 zu den Festspielen Neuer Tonkunst  in Oskar Schlemmers Triadischem Ballett auf. Ab 1931 ging sie mit der Truppe „Die Sechs von der Staatsoper“ und dem „Gamajun Ballett“ von Victor Gsovsky auf Europa-Tournee. 1934 übernahm sie zusammen mit ihrem Partner und späterem Ehemann, dem Ballettmeister Rudolf Kölling (1904–1970), und ihrem Bruder, dem Kapellmeister Leo Spies, die Leitung des Balletts der Charlottenburger Oper als 1. Solotänzerin und Ballettmeisterin. Mit ihrer eigenen Kammertanzgruppe in halb Europa und im alten Wintergarten wurde sie zu einer Legende des Berliner Ballettlebens.
Von 1951 bis 1955 war Daisy Spies Ballettmeisterin der Deutschen Staatsoper Berlin. In der Diskussion um den Sozialistischen Realismus im Tanz in der Zeitschrift Weltbühne wurde sie 1953 von der Leipziger Ballettmeisterin Lilo Gruber kritisiert, weil sie als Ballettmeisterin der Staatsoper nur den klassischen und modernen Tanz vermitteln würde, nicht aber „ein gründliches Studium des Marxismus-Leninismus und der Lehren Stalins“ und deshalb nicht „zum sozialistischen Inhalt und zur nationalen Form kommen“ könne. Ende der Spielzeit 1954/1955 ersetzte der Intendant Max Burghardt die „Westkünstlerin“ Daisy Spies unter Protest des Ballettensembles durch die „Genossin Lilo Gruber“, weil diese seinen „Zielen und Absichten“ besser entsprach.
Daisy Spies war außerdem in Weimar, Leipzig, im Berliner Friedrichstadtpalast, am Hamburger Operettenhaus und im Landestheater Linz als Ballettchefin und Choreografin tätig und als Tanzpädagogin an der Wigmanschule und den Akademien der Künste in Berlin und Hamburg.
Ursprünglich vom Deutschen Ausdruckstanz Mary Wigmans und Rudolf von Labans kommend, hatte Daisy Spies bei Victor Gsovsky das klassische russische Ballett kennengelernt. So wurde ihr Stil eine moderne Variante des klassischen Balletts, das vor allem der Szene und dem Theater verpflichtet blieb. Zu ihren erfolgreichsten eigenen Balletten gehört Der Stralauer Fischzug nach Adolf Glaßbrenner und Theodor Hosemann, das sie zusammen mit Leo Spies zur Olympiade 1936 und zum Berlin-Jubiläum 1937 herausbrachte, sowie Das Recht des Herrn mit Musik von Victor Bruns an der Deutschen Staatsoper 1953.
Nach Mary Wigman, Valeska Gert, Gret Palucca und Tatjana Gsovsky war Daisy Spies die letzte Vertreterin der großen Zeit des deutschen künstlerischen Tanzes der 1920er Jahre. Sie wurde unter anderem von Oskar Kokoschka gemalt.
Sie ist auf dem Dorotheenstädtischen Friedhof in Berlin beerdigt, neben ihrem Bruder Leo. Ihren tanzkünstlerischen Nachlass vermachte sie dem Deutschen Tanzarchiv Köln.

## Filmografie
- 1926: Das Blumenwunder (Dokumentarfilm)
- 1929: Die Ehe (Dokumentarfilm mit Spielhandlung)
- 1938: Tanz auf dem Vulkan
- 1938: Jugend im Tanz (Kurz-Dokumentarfilm)